# Iaô
Para outros significados, ver Yao.

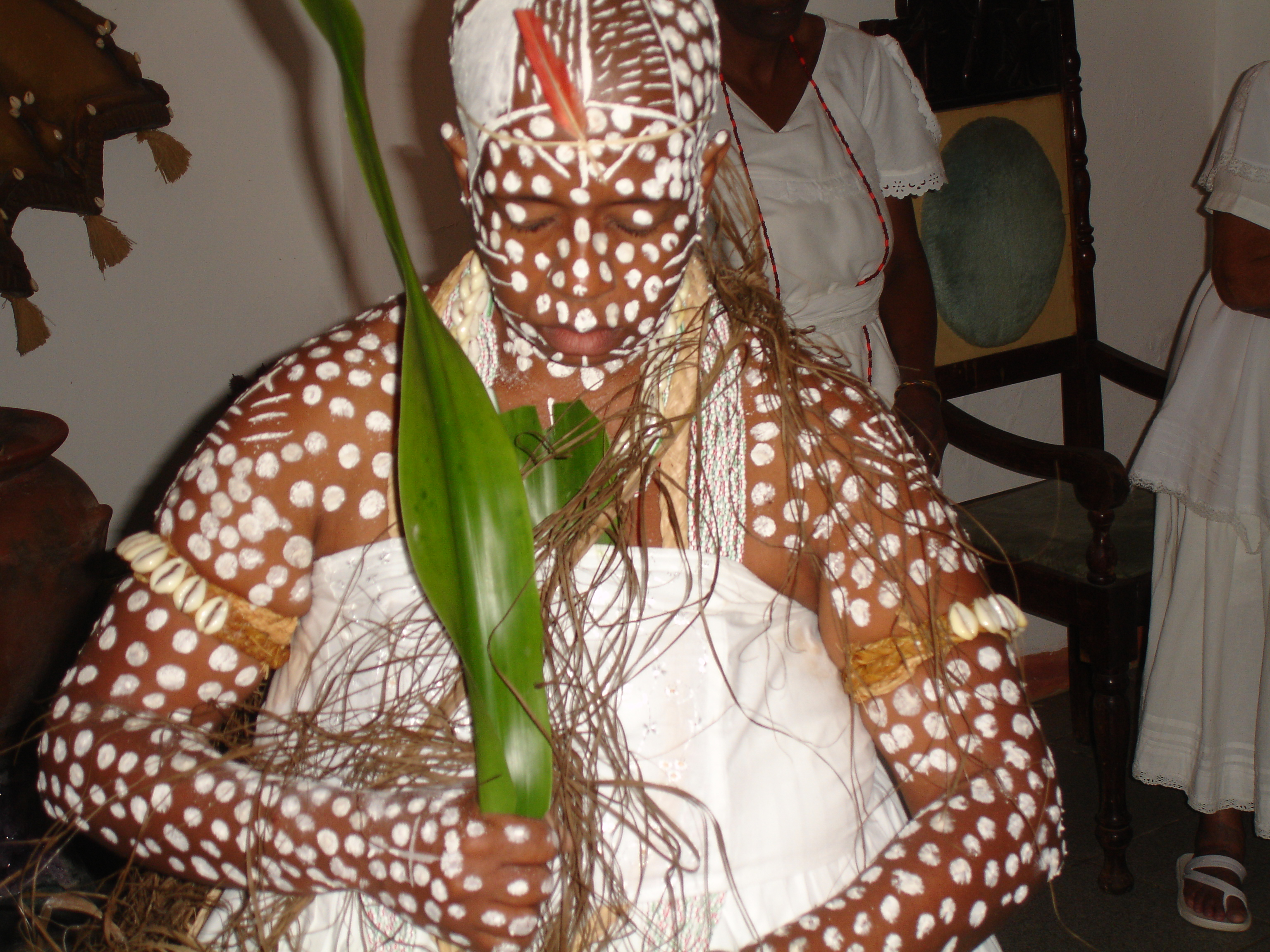
Saída de iaô

Iaô (em iorubá: Ìyàwó) é como são designados os filhos de santo que já passaram pela iniciação no candomblé e no batuque, popularmente conhecida como "feitura de santo", mas que ainda não completaram o período de 7 anos após a iniciação. Só após os 7 anos, o iaô se tornará um ebomi ("irmão mais velho"). Porém, não deixará de ser um iaô (Todo ebomi é um iaô, mas nem todo iaô é um ebomi). 
Vale ressaltar que, não é apenas completar 7 anos após a iniciação, que se tornará um ebomi. E sim, se tomar a "obrigação de 7 anos" (Odu ejé), também conhecida como Oiê ou Decá, dependendo da tradição.

## Iniciação
A pessoa passa a ser um iaô após um período de vinte e um dias, recolhida no roncó (clausura), quarto específico e apropriado para se fazer iniciações e obrigações, e passar por todos os preceitos necessários para ser um iniciado. É durante os sete anos que a pessoa vai aprender as rezas, as cantigas, os preceitos, os segredos só confiados aos iniciados do candomblé.